# إيمانية

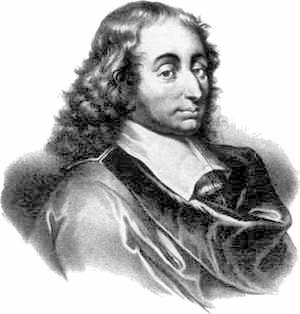

الإيمانية هي نظرية إبستمولوجية تدعم وجود الإيمان بشكل مستقل عن العقل، أو أن العقل والإيمان على خصومة مع بعضهما البعض، إذ يحتل الإيمان مكانة أعلى فيما يتعلق بالوصول إلى حقائق معينة (اللاهوت الطبيعي). وتأتي كلمة الإيمانية fideism من الكلمة اللاتينية fides، والتي تعني الإيمان. ويحدد الفلاسفة عددًا من الأشكال المختلفة للإيمانية. وتتعدد الطرق التي يعبر بها الفلاسفة واللاهوتيون عن موضع العقل والإيمان في تحديد حقيقة الأفكار الميتافيزيقية والمعتقدات الأخلاقية والدينية. والإيماني هو الشخص الذي يُحاجج لصالح مذهب الإيمانية. وتُنسب الإيمانية من الناحية التاريخية، إلى أربعة فلاسفة: بليز باسكال وسورين كيركجور ووليام جيمس ولودفيج فيتجنشتاين، وكانت الإيمانية إشارة لمعنى سلبي يستخدمه خصومهم، لكنها لم تُدعم دائمًا بأفكارهم وأعمالهم أو أتباعهم. وينسب الفضل أحيانًا إلى إيمانويل كانط في صياغته لصيغة ناضجة من صيغ الإيمانية، إذ اقترح أننا يجب أن ننكر المعرفة لكي نفسح المجال للإيمان.

## نظرة شاملة
يُعرف ألفين بلانتينجا الإيمانية بوصفها الاعتماد الكلي أو الأساسي على الإيمان وحده، مصحوبًا بالانتقاص من العقل كنتيجة طبيعية، وتستعمل في السعي وراء الحقيقة الدينية أو الفلسفية. يُصر الشخص الإيماني على الاعتماد على الإيمان عوضًا عن العقل فيما يخص المواضيع الدينية والفلسفية، وبالتالي يستمر في الانتقاص من دعاوي العقل. يبحث الشخص الإيماني فوق كل ذلك عن الحقيقة؛ يؤكد على أن العقل لا يمكنه الوصول لأنواع معينة من الحقيقة، والتي يجب أن تكون مقبولة من العقل فقط عوضًا عن ذلك.

### نظريات الصدق
ينسجم مذهب الإيمانية مع بعض نظريات الصدق ويتناقض مع بعضها الآخر:
- نظرية التطابق في الصدق
- النظرية البراغماتية في الصدق
- الإبستمولوجيا البنائية
- نظرية الإجماع في الصدق
- نظرية الاتساق في الصدق
- النزعة الذاتوية

وترفض بعض الصور من الإيمانية بشكل صريح، نظرية التطابق في الصدق، والتي لها تأثيرات فلسفية كبيرة. يدعي البعض أن قليلًا من التفاصيل الدينية فحسب من المسلّمات.

### ترتليان
يقول ترتليان في مؤلفه (حول جسد المسيح) أن ابن الرب مات، فتكون مؤمنًا بكل ما تعني الكلمة بسبب العبثية الكائنة. يُستشهد أحيانًا بعبارة ترتليان (أنا أؤمن بسبب العبثية الكائنة) بوصفها مثالًا على رؤى آباء الكنيسة، ولكن يبدو أنه اقتباس مُضلِل لترتليان. فلا تعبر جملة ترتليان بالرغم من ذلك، عن موقف الشخص المنتمي للإيمانية، إذ كان ناقدًا للغطرسة الفكرية وسوء استخدام الفلسفة، لكنه ظل مرتبطًا بالعقل وفائدته في الدفاع عن الإيمان.

### لوثر
يرى مارتن لوثر أن الإيمان يرشد إلى الاستخدام المسيحي للعقل.وكتب فيما يتعلق بأسرار الإيمان المسيحي، أن جميع مقالات إيماننا المسيحي والتي أوحى بها الرب إلينا في كلمته، هي في الحضور المستحيل المطلق للعقل، وهو أمر عبثي وخاطئ. ويعتبر العقل أكبر عدو للإيمان. ويعترف لوثر بأن ربط العقل بالإيمان بالمسيح قد يستخدم في مجاله المناسب، وقال إن العقل قبل الإيمان بالرب ومعرفته يكون مظلمًا فيما يتعلق بالأمور الإلهية، لكنه يتحول إلى الاستنارة لدى المؤمن من خلال الإيمان، ويخدم التقوى بوصفه أداة ممتازة، ومثلما تنفع المواهب الطبيعية في دعم عدم الإيمان بإله، فهي تنفع أيضًا في التزود بالخلاص عبر الرب. ويعزز اللسان الفصيح من الإيمان، ويجعل العقل الكلام واضحًا، وكل شيء يساعد الإيمان على التقدم. ويتلقى العقل الحياة من الإيمان، ويقتل به، ويعاد إلى الحياة.

### بليز باسكال والإيمانية
يقترح رهان باسكال صورة أخرى من الإيمانية. فيدعوا بليز باسكال الملحد إلى أن يفكر في الإيمان لكي يرى الإيمان بالله بوصفه اختيارًا غير مكلف، يحمل مكافأة محتملة. لم يحاول المحاججة في وجود الله بالفعل، لكنه من المفيد افتراض أن ذلك صحيح. المسألة بالطبع مع رهان باسكال هي أنه لا يقيد نفسه بإله معين، على الرغم من أن باسكال وضع في ذهنه الإله المسيحي كما هو مذكور في الاقتباس التالي، فيقول في كتابه الأفكار: «من ذا الذي يلوم المسيحيين إذا عجزوا عن إقامة الدليل العقلي على صواب معتقدهم، وهم الذي يعتنقون ديانة لا يستطيعون التدليل على صوابها؟ إنهم يعلنون، إذ يعرضونها على العالم، أن ذلك حماقة، وتتظلمون بعد ذلك من أنهم لا يقيمون البرهان عليها، فهم لو برهنوا عليها لما استطاعوا، وهم بافتقارهم إلى البراهين لا يفتقرون إلى البصيرة».
يطعن باسكال علاوة على ذلك، في صحة البراهين المقترحة المتنوعة عن وجود الله بوصفها غير مهمة، وحتى إن كانت البراهين صالحة، فإن الكائنات التي يفترضونها لا تنسجم مع الإله الذي تعبده الأديان التاريخية، والتي يمكن أن تؤدي بسهولة إلى التأليه الطبيعي عوضًا عن دين الوحي: فإله إبراهيم وإسحق ويعقوب ليس دين الفلاسفة.

### هامان والإيمانية
يعتبر يوهان جورج هامان أبًا للمذهب المناهض للعقلانية الحديثة، إذ يدعم وجهة النظر التي ترى الإيمان السامي بوصفه المرشد الوحيد للسلوك البشري. ويُحاجج باستخدام عمل دافيد هيوم، أن كل شيء يفعله الناس قائم في النهاية على الإيمان. وبدون الإيمان (لأنه لا يمكن البرهنة عليه أبدًا) في وجود عالم خارجي، فالأمور البشرية لا يمكن أن تستمر، ولذلك يُحاجج بأن كل الأسباب العقلية تأتي من ذلك الإيمان: فهو الأساس بالنسبة للوجود البشري. وهكذا تأتي كل المحاولات عقيمة، عندما يُقيم الإيمان في الرب على أساس العقل. وتهاجم مذاهب مثل السبينوزية، والتي تحاول حصر ما يستشعر من جلالة الإله اللامتناهية في المخلوق البشري المتناهي.

### كيركغور
قد يُحاجج اللاهوتيون الطبيعيون في أن كيركغور كان شخصًا إيمانيًا من هذا النوع العام: فيمكن العثور في كتابات سورين كيركغور وأتباعه من أصحاب المذاهب الوجودية المسيحية، على الحجة القائلة بأن وجود الإله لا يمكن أن يكون موضوعًا للمعرفة بالتأكيد، وأن قرار قبول الإيمان لا يؤسَس ولا يحتاج إلى تبرير عقلي. وأتت العديد من مؤلفات كيركغور مثل كتابه «خوف ورعدة» تحت أسماء مستعارة، فربما تمثل عمل المؤلفين القصصيين الذين تتوافق آراؤهم مع مواقف افتراضية، وليس بالضرورة تلك التي اعتنقها كيركغور نفسه. ركز كيركغور في كتابه خوف ورعدة على استعداد إبراهيم للتضحية بإسحق. وجادل رُسل العهد الجديد بشكل متكرر في أن تصرف إبراهيم كان إظهارًا رائعًا للإيمان. لكن الأمر من منظور غير المؤمن ظهر كمحاولة غير مبررة للقتل، وربما كانت نتيجة لأوهام جنونية. استخدم كيركغور هذا المثال لكي يلفت الانتباه إلى مشكلة الإيمان بشكل عام. ويؤكد في النهاية على أن الإيمان في تجسد المسيح، وتحول الإله إلى جسد، هو اعتقاد في التناقض المطلق، لأنه يعني أن الكائن الكامل الأبدي سيصبح إنسانًا بسيطًا. وربما لا يمكن للعقل أن يفهم مثل هذه الظاهرة؛ لذلك يمكن للمرء فقط أن يؤمن بذلك من خلال تبنيه للقفزة الإيمانية.

### جيمس وإرادة الاعتقاد
قدم الفيلسوف البراغماتي الأمريكي وعالم النفس وليام جيمس، تصوره عن إرادة الاعتقاد، في عام 1896. وجادل جيمس بعد نظرياته المبكرة عن الصدق، أنه لا يمكن الإجابة على بعض الأسئلة الدينية إلا من خلال الاعتقاد أو الإيمان بها فقط في المقام الأول: فلا يمكن للمرء أن يعرف إن كانت المذاهب الدينية صحيحة دون أن يراها ناجحة، ولكن لا يمكن القول بأنها ناجحة إلا إذا اعتقد المرء فيها في المقام الأول. ونشر وليام جيمس العديد من الأعمال حول موضوع التجربة الدينية. والملامح الأربعة الأساسية للخبرة الدينية لديه هي: السلبية، وعدم القابلية للوصف، والجودة الفكرية، وسرعة الزوال. ونتيجة لحقيقة أن الخبرة الدينية تأتي فوق الوصف، يستحيل عقد مناقشة متماسكة حولها باستخدام اللغة العامة. ويعني ذلك أنه لا يمكن مناقشة المعتقد الديني بشكل فعال، ولذلك لا يؤثر العقل على الإيمان. وعوضًا عن ذلك فإن العثور على الإيمان يكون من خلال الخبرة الروحية، ولذلك يُكتسب فهم المعتقد فقط من خلال ممارسته.

### فتجنشتاين والإيمانية
لم يكتب الفيلسوف لودفيج فتجنشتاين بشكل منهجي حول الدين، بالرغم من أنه ألقى محاضرة حول الموضوع. وجُمعت الملاحظات التي كتبها بعض طلابه ونُشرت. ومن المؤكد من الجهة الأخرى، أن الدين بوصفه شكلًا من أشكال الحياة، شد انتباه فتجنشتاين بدرجة كبيرة. ويُحاجج كاي نيلسون في مقاله المعنون «إيمانية فيتجنشتاين» في عام 1967، أن أتباع فتجنشتاين فسروا بعض الجوانب من فكره بطريقة إيمانية. ووفقًا لهذا الموقف، فالدين يُعد مشروعًا قائمًا بذاته –تعبيريًا في المقام الأول- ومحكومًا من خلال منطقه أو قواعده الداخلية الخاصة. وتنص تلك الرؤية، والتي يطلق عليها الإيمانية الفتجنشتاينية بشكل عام، على الآتي: (1) هذا الدين منفصل منطقيًا عن الجوانب الأخرى للحياة؛ (2) تمثل تلك التصورات والخطاب الديني مرجعية ذاتية بشكل أساسي؛ (3) لا يمكن نقد الدين من وجهة نظر خارجية (أي غير دينية). ويُحاجج كاي نيلسون في أن مثل هذه التفسيرات تعتبر تحريفًا غير محتمل للموقف، على الرغم من وجود جوانب أخرى مرتبطة عادة مع ظاهرة الإيمانية الفتجنشتاينية.
علق الفيلسوف الأمريكي جون سيرل - في حوار أجراه مع براين ماغي - على موقف فيتجنشتاين من الدين بالقول إنه : "اعتقدَ أنه من السخف أن نفترض تَعيُن تصور الملفوظات الدينية كما لو كانت ضربا من الملفوظات العلمية الرديئة، كما لو كانت نظريات لا نملك أدلة وافية عليها. لقد حرص دائما على التشديد على ضرورة النظر إلى الدور الذي تلعبه الأنماط المختلفة من الملفوظات في حياة الناس، فهناك، وفقا لرأيه، سنعثر على معناها. لقد كَره فكرة أنه ينبغي أن نغالي في عقلنة (Over-intellectualise) هذه المسائل، وأن نحاول تصيير كل شيء نوعا من المشاريع التنظيرية. كما كره فكرة أنه ينبغي أن نختبر دعوى "وجود الله" كما لو كنا نختبر دعوى في الفيزياء لرؤية ما إذا كانت تتوافق مع معايير علمية ما. وبالمقابل، إليك مثال عن نوع الأشياء التي يحبها فيتجنشتين: لاعب الكريكت الإنجليزي العظيم غرايس (W.G.Grace)، قفز ذات مرة فوق كرسي في اجتماع وصرخ بشيء من قبيل: «الله لا يريد رأسا، فأي ملفوفة (الكُرُنْبُ) قديمة ستفي بالغرض، الله يريد قلبا». الآن، فيتجنشتين أحب ذلك؛ لأنه اعتقد أن هذا هو التوجه الصحيح الذي ينبغي اتخاذه تجاه الدين. اعتقدَ أن هذا كان مثالا للعبة اللغوية في أثناء اشتغالها. ما لم يرقه، في المقابل، هو ذاك النوع من التوجهات التي عبر عنها زميله في جامعة كامبردج يونغ (A.C.Ewing) عندما أحال مرة في إحدى الاجتماعات الفلسفية إلى "فرضية الإيمان بالله" (The Theistic Hypothesis). رفض فيتجنشتين قبول أن تكون حرب الثلاثين سنة، على سبيل المثال، نشبت بسبب بعض "الفرضيات" فقط.
لتلخيص هذه النقطة: اعتقد فيتجنشتين أنه إذا أردت فهم نوع معين من الخطاب، مثل الخطاب الديني أو أي نوع آخر، فانظر إلى الدور الذي يلعبه فعليا في حياة الناس. فهو يرى أن الخطأ المميِّز للحياة الفكرية في القرن العشرين هو محاولة معالجة كل المساعي الفكرية كما لو كانت محاولات للتشبه بالعلم. فقد رأى أن للعلم مكانه الذي لا يعدوه، مثله في ذلك مثل أي شيء آخر، ومن الخطأ أن نعالج موضوعات من الواضح أنها ليست أشكالا من العلم والتكنولوجيا كما لو كانت محاولات غير ناجحة لبلوغ العلم والتكنولوجيا".

## نقد

### رفض الكنيسة الكاثوليكية الإيمانية
ترفض الكنيسة الكاثوليكية المذهب الإيماني. وتؤكد تعاليم الكنيسة الكاثوليكية، والتي تعطي التقدير الكاثوليكي الكبير للتوماوية (تعاليم القديس توما الأكويني)، على أنه يمكن البرهنة على وجود الله بالفعل بالاعتماد على العقل. ويضرب موقف الأكويني بجذوره في عمق المسيحية الغربية وهو موقف متمايز عن المذهب العقلاني، إذ يعود إلى ملاحظة القديس أنسلم من كانتربري لدور العقل في شرح الإيمان بشكل أكثر اكتمالًا: فكان شعاره هو الإيمان الباحث عن الفهم أو التعقل. وبينما يرى الموقف الرسمي للكنيسة الكاثوليكية إمكانية برهنة وجود إله واحد من خلال العقل، غير أنه وفقًا لتشوه الطبيعة البشرية الناتجة من الخطيئة الأولى، فقد يكون البشر مخدوعين، وينكروا دعاوي العقل التي تبرهن وجود الله.

### بوصفها نسبوية
يمكن للمذهب الإيماني أن يؤدي إلى النسبوية. يضع وجود أديان أخرى سؤالًا أساسيًا أمام الإيمانيين؛ إذا كان الإيمان هو الطريق الوحيد المؤدي إلى معرفة حقيقة الرب، فكيف نعرف أي إله علينا أن نؤمن به؟ لا تعتبر الإيمانية بمفردها مرشدًا كافيًا لتمييز الوحي الصحيح أو ذي القيمة الأخلاقية عن الوحي الخاطئ. ثمّ تصبح النتيجة الواضحة للإيمانية تساوي كل أنواع التفكير الديني. وتصبح الديانات التوحيدية الكبرى على قدم المساواة مع الديانات الغامضة الهامشية، لأنه لا يمكن الدفاع عنها أو التنازع حولها.

### حُجة لصالح العقل
يلاحظ هؤلاء النقاد أن الناس يستخدمون العقل بنجاح في حل مشكلاتهم اليومية في الحياة، وأن هذا العقل يؤدي إلى تقدم متزايد في المعرفة في ميدان العلم. ويعطي ذلك مصداقية للعقل والتفكير الحجاجي بوصفه منهجًا ملائمًا للبحث عن الحقيقة.

## وصلات خارجية
- "Fideism"، The Catholic Encyclopedia، New advent.
- Young، Michael ‘Mike’، A critique of Fideism، Infidel guy، مؤرشف من الأصل في 2007-02-08.